# Stor-Rödvattenssjön
Stor-Rödvattenssjön är en sjö i Örnsköldsviks kommun i Ångermanland och ingår i Ångermanälvens huvudavrinningsområde. Sjön är 20,2 meter djup, har en yta på 0,677 kvadratkilometer och befinner sig 411,5 meter över havet. Sjön avvattnas av vattendraget Stavselån. Vid provfiske har abborre, röding och öring fångats i sjön.

## Delavrinningsområde
Stor-Rödvattenssjön ingår i det delavrinningsområde (708116-158807) som SMHI kallar för Utloppet av Stor-Rödvattenssjön. Medelhöjden är 465 meter över havet och ytan är 7,84 kvadratkilometer. Det finns inga avrinningsområden uppströms utan avrinningsområdet är högsta punkten. Stavselån som avvattnar avrinningsområdet har biflödesordning 2, vilket innebär att vattnet flödar genom totalt 2 vattendrag innan det når havet efter 188 kilometer. Avrinningsområdet består mestadels av skog (62 procent) och sankmarker (24 procent). Avrinningsområdet har 0,67 kvadratkilometer vattenytor vilket ger det en sjöprocent på 8,5 procent.